# Iglesia de Nuestra Señora del Pilar (Ayabaca)
La Iglesia Nuestra Señora del Pilar se encuentra ubicada en el centro de la actual ciudad de Ayabaca, a 2715 metros sobre el nivel del mar. Este lugar de veneración hoy recibe el nombre de Santuario del Señor Cautivo de Ayabaca, declarado así en el año 2002 por el sumo pontífice Juan Pablo II, a través del obispo Daniel Turley. 
Al principio, se le conocía con el nombre de Nuestra Señora del Pilar. Ante la gran fe que se le tenía a la imagen del Señor Cautivo de Ayabaca, se le dio el título de Templo del Señor Cautivo, pero recientemente en año 2002 se la ha otorgado el nivel de Santuario del Señor Cautivo.

## Historia
Según cuentan los pobladores de la ciudad, hubo un tiempo en que los antiguos habitantes de Ayabaca denominada en aquel entonces como Ayabaca la Vieja querían a una imagen a la cual ellos iban a venerar. Un día cuando ellos acudieron a extraer el material con el cual se iba a fabricar la imagen encontraron un árbol del cual brotaba sangre, estos pobladores ante tal acontecimiento quedaron estupefactos y lo tomaron como una señal divina, cortaron el árbol y lo llevaron a donde unos ebanistas para que lo tallaran, pero por el camino se encontraron con dos hombres quienes se ofrecieron a hacer el trabajo gratuitamente y que todo lo que ellos necesitaban era solo un cuarto con una ventana por donde ellos iban a recibir sus alimentos.

## Características de su infraestructura

### El Altar
Está hecho a base de madera con un estilo colonial bañado con pintura de oro. Sostiene a cuatro santos y en el centro de estos se encuentra la gran imagen del Señor Cautivo de dos metros de altura aproximadamente, en sus extremos dos ángeles que sostienen las columnas del altar.

### Imágenes que rodean el interior el Santuario
Existen muchas imágenes de santos conocidos que rodean el interior de la iglesia, pero entre las que destacan tenemos: en primer lugar “El Cuadro de las Ánimas” en donde se encuentra dibujado el cielo, el purgatorio y el paraíso representado por ángeles, personas sufriendo y demonios, el otro que destaca es el altar “Jesús Crucificado” en donde se ha tallado a Jesús crucificado y a sus pies se encuentran llorando María Magdalena y María la madre de Jesús, todas las estatuas talladas en caoba. 

Se encuentra rodeado por rejas de metal -para mayor seguridad- por su entrada secundaria hay una pileta que embellece la vista por las noches con sus luces que se reflejan en el agua.

## La hermandad
La hermandad “Señor Cautivo de Ayabaca” se encarga de movilizar la imagen y son los únicos autorizados para esta actividad, pues ninguna otra persona ajena a la hermandad puede cambiar, bajar o sacar del templo en procesión a la imagen. La conforman habitantes de la ciudad quienes se preparan y reciben charlas para realizar su trabajo.